# アリ・リーバート
アリソン・ダイアン・リーバート（Alison Dyan Liebert, 1981年8月20日 - ）は、カナダの女優、モデル、映画プロデューサー。

## 出演作品

### テレビドラマ
- ロスト・ガール (クリスタル)

### 映画
- ワンダー 君は太陽 (2017年)